# Personale Kompetenz
Personale Kompetenz – auch als Persönlichkeitskompetenz bezeichnet – ist ein besonders bei der Personalrekrutierung in Unternehmen verwendeter Begriff, der mittlerweile Eingang in die Alltagssprache findet, um ein Bündel an wünschenswerten Fertigkeiten, Einstellungen und Verhaltensvorlieben einer betrachteten Person zusammenzufassen, dessen Inhalt keiner Normierung unterliegt und deshalb im jeweiligen Fall eine andere Bedeutung besitzt, gleichwohl im Falle des Vorhandenseins positiv gesehen und gewertet wird. Der Begriff „Personale Kompetenz“ bezeichnet die attributierten Fähigkeiten und Bereitschaften eines von außen betrachteten Menschen, als Individuum festzulegen bzw. auszumachen, wie man mit der vegetativen, emotionalen und rationalen Schicht der eigenen Person (und mit den damit verknüpften Dingen) konstruktiv umgeht, Kreativität entwickelt, sich entspannt, im Falle des Erforderlichseins sein Verhalten ändert und negativen Stress bewältigt. Sehr stark wird mit „personaler Kompetenz“ auch die Fähigkeit zur Eigenständigkeit assoziiert. Insgesamt geht es um die Soft Skills, die primär auf die eigene Person gerichtet sind. Dazu gehören einerseits persönliche Arbeitstechniken, welche in einem bedeutenden Maße die persönliche Effektivität und Effizienz jedes Einzelnen bestimmen. Auf der anderen Seite geht es um innere Einstellungen, Wissenselemente und Erfahrungen, welche die persönliche Souveränität und Ausgeglichenheit fundieren, aber auch Grundlagen für das souveräne Interagieren mit anderen legen. Während sich vieles in puncto Soft Skills trainieren lässt, ist wenigstens ein Teil der „personalen Kompetenz“, ungeachtet der vielen Einflussfaktoren bei alledem, was ein Mensch lernt und an Erfahrungen sammelt, Ausdruck seiner Persönlichkeitsentwicklung.
Im Kern der „personalen Kompetenz“ wird das Selbstbewusstsein gesehen, wobei damit nicht nur Selbstsicherheit, sondern auch Selbstkenntnis, Selbstwahrnehmung und Selbstbewusstheit gemeint sind.
Moderationskompetenz, Lese- und Lernkompetenz sowie Selbstvermarktungsfähigkeit gelten ebenfalls als Bestandteile von „personaler Kompetenz“. Sie liegen gleichzeitig an der Schnittstelle zur Umsetzungskompetenz.
Eine konstruktive Lebenseinstellung gilt als Teil der „personalen Kompetenz“, zugleich auch als Teil der mentalen Kompetenz. Menschenkenntnis, intra- und interkulturelle Kompetenz und Empathie werden ebenfalls als Teil der „personalen Kompetenz“ gesehen, liegen zugleich auch an der Schnittstelle zur sozialen Kompetenz.
Schlagfertigkeit wird als ein wichtiger Bestandteil der „personalen Kompetenz“ gewertet, da sie einen entscheidenden Soft Skill zur Sicherung der persönlichen Souveränität repräsentiert und zudem primär einen Methoden-dominierten Soft Skill darstellt. Schlagfertigkeit kann unabhängig von und in Vorbereitung auf kommunikative Interaktionen trainiert werden, indem gängige Kontertechniken erlernt und verinnerlicht werden.